# 신사무옥
신사무옥(辛巳誣獄) 또는 신사사화(辛巳士禍)는 1521년(중종 16) 10월 11일 관상감 판관(觀象監判官) 송사련(宋祀連)과 그의 처남인 평민 정상(鄭瑺)이 안처겸의 모친 장례식에 온 인사들의 방명록을 안당 일파의 역모 가담자 명단이라고 거짓 고변한 사건이다. 송사련은 안처겸의 모친상 방명록을 역모 고변의 증거로 제시했고, 중종은 곧 의금부에 국문을 열었다. 안당과 그의 아들 안처겸, 안처근 등, 그리고 권전(權磌), 이충건(李忠楗), 조광좌(趙光佐) 등이 살해되었다.  1566년(명종 21) 안당은 손자 안윤(安玧)의 상소에 의해 신원되고 직첩을 돌려받았으며, 1575년(선조 8) 정민(貞愍)이라는 시호가 내려졌다. 송사련의 아들 송익필, 송한필 등은 양인이 된지 2대가 되었다는 이유로 서인이 처벌을 반대했지만 동인과 서인의 논쟁 끝에, 도로 환천되어 노비신분이 되었다. 송익필의 가족은 전국 각지로 도주, 뿔뿔이 흩어졌으며 송익필은 김은휘, 송갑조 등의 집에 은신해 있다가 당진에서 사망했다.

## 같이 보기
- 기묘사화
- 을사사화
- 송사련
- 송익필